# Bérenger Fredoli

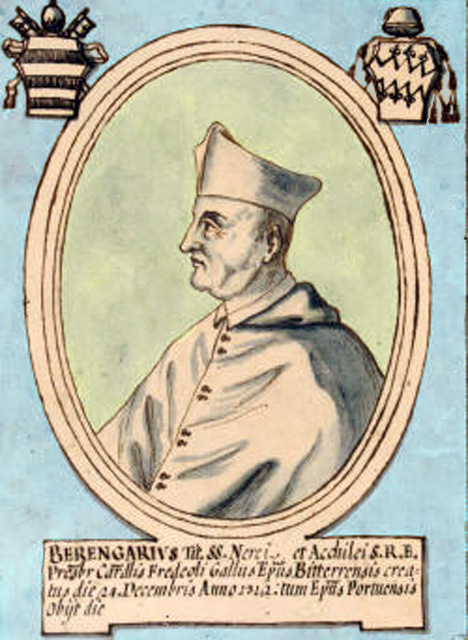
Bérenger Fredoli

Bérenger Fredoli (Vérune, h. 1250 - Aviñón, 11 de junio de 1323) fue un legista canónico y cardenal-obispo de Frascati.

## Celestino V
Fue canónigo y chantre de Béziers, abad secular de San Afrodisio en la misma ciudad canónigo y archidiácono de Corbières, y canónigo de Aix. Más tarde tuvo la cátedra de derecho canónico en la Universidad de Bolonia, y fue nombrado capellán del papa Celestino V, quien en 1294 lo consagró obispo de Béziers. 

## Bonifacio VIII
Fredoli fue uno de aquellos a quien el papa Bonifacio VIII confió la compilación del texto de las Decretales, conocidas como el Liber Sextus. Tuvo un papel destacado en las negociaciones entre el papa y Felipe IV de Francia y acudió al concilio que se celebró en Roma en el año 1302.

## Clemente V
En 1305 el papa Clemente V lo nombró cardenal, con el título de los santos Nereus y Achilleus. El papa lo nombró Penitenciario Mayor en 1306, y en 1309 lo elevó al cardenalato como cardenal-obispo de Frascati. El mismo pontífice lo empleó para investigar los cargos contra los templarios, y también en la investigación respecto a las peculiares doctrinas que mantenían en aquella época un sector de los franciscanos.

## Juan XXII
A la muerte de Clemente V, Fredoli fue propuesto por los cardenales franceses para el papado, pero sin éxito. Siguió gozando del favor del nuevo papa, Juan XXII, por cuya orden depuso al Abad de Gerald y a Hugo, obispo de Cahors, por conspirar contra la vida del papa. 
Se convirtió en decano del Colegio Cardenalicio en abril de 1321. Murió en Aviñon, pero fue enterrado en la catedral de Béziers.

## Sus obras
Los trabajos de Fredoli se refieren sobre todo al derecho canónico, e incluyen "Oculus", un comentario sobre la "Summa" de Enrique de Segusio (Basilea, 1573), "Inventarium juris canonici", e "Inventarium speculi judicialis", resumidos de una obra de Guillermo Durando, obispo de Mende.